# Australian Open 2014 - Doppio maschile in carrozzina
Michael Jeremiasz e Shingo Kunieda erano i detentori del titolo, ma hanno deciso di non partecipare insieme.
Jeremiasz ha partecipato con Gustavo Fernández.
Kuneida ha partecipato con Stéphane Houdet ed ha confermato il titolo battendo in finale Gordon Reid e Maikel Scheffers per 6-3, 6-3.

## Teste di serie
1. Stéphane Houdet /  Shingo Kunieda (Campioni)
2. Gordon Reid /  Maikel Scheffers (finale)

## Tabellone

### Legenda
| - Q = Qualificato - WC = Wild card - LL = Lucky loser | - ALT = Alternate - SE = Special Exempt - PR = Protected Ranking | - w/o = Walkover - r = Ritirato - d = Squalificato |

|  | Semifinali | Semifinali                          | Semifinali                          | Semifinali | Semifinali |  |  | Finale | Finale                         | Finale                         | Finale | Finale |  |
|  |            |                                     |                                     |            |            |  |  |        |                                |                                |        |        |  |
|  | 1          | Stéphane Houdet Shingo Kunieda      | Stéphane Houdet Shingo Kunieda      | 6          | 6          |  |  |        |                                |                                |        |        |  |
|  |            | Joachim Gérard Adam Kellerman       | Joachim Gérard Adam Kellerman       | 1          | 4          |  |  | 1      | Stéphane Houdet Shingo Kunieda | Stéphane Houdet Shingo Kunieda | 6      | 6      |  |
|  |            | Gustavo Fernández Michael Jeremiasz | Gustavo Fernández Michael Jeremiasz | 2          | 5          |  |  | 2      | Gordon Reid Maikel Scheffers   | Gordon Reid Maikel Scheffers   | 3      | 3      |  |
|  | 2          | Gordon Reid Maikel Scheffers        | Gordon Reid Maikel Scheffers        | 6          | 7          |  |  |        |                                |                                |        |        |  |